# محمد خير حغندوقة
محمد خير حغندوقة كان كاتب وباحث أردني من أصل شركسي، أصدر كتابا وثائقيا عام 1985 بعنوان «الشركس: أصلهم، تاريخه، عاداتهم، تقاليدهم، هجرتهم للأردن»، وأصدر النسخة الإنجليزية لنفس الكتاب عام 1985. صدر له كتاب وثائقي آخر بعنوان «الميرالاي ميرزا باشا - سيرة حياته». توفي أواخر عام 1992.